# Équipe opérationnelle d'hygiène
Pour les articles homonymes, voir EOH.
 (mars 2022).
Une équipe opérationnelle d'hygiène hospitalière (EOH) associe dans l'idéal un médecin ou un pharmacien et un personnel infirmier. Le rôle de cette équipe est la prévention, la formation et l'information du personnel, l'expertise et l'évaluation concernant les risques infectieux.